# Roses (canción)
«Roses» es una canción interpretada por la agrupación estadounidense Outkast. Fue lanzado como el tercer sencillo del álbum doble Speakerboxxx/The Love Below. Fue incluida en el disco The Love Below, el cual incluye las canciones de André 3000. Es la única canción de ese disco en la que participa Big Boi.

## Video musical
El video musical de  «Roses» está influenciado altamente por el musical West Side Story. Varias personas famosas hacen cameos en el video, incluyendo a Paula Abdul, Lukas Haas, Kevin McDonald, Fonzworth Bentley, los miembros de Dungeon Family, Katt Williams y Faizon Love.
El video inicia con una persona desconocida ojeando un anuario titulado Stankonia y encuentra una foto de Caroline Jones. Después de esto, se observa a Caroline saliendo de los baños junto con un grupo de amigos. Big Boi está con su banda de amigos y abre la respuesta a una carta que le había enviado a Caroline pidiéndole ser su valentín. Caroline, en lugar de marcar las opciones Sí o No que Big Boi había puesto en la carta, añade la opción de "Tal vez". Desilusionado, Big Boi reúne a su banda y se dirige a la escuela.
André 3000 está presentado un musical en el auditorio de la escuela en donde canta la canción y hace burla de Caroline, aunque está no se da cuenta. Mientras tanto la banda de Big Boi maneja hacia la escuela realizando actos de vandalismo. Cuando Big Boi llega al auditorio, los miembros de su banda se presentan como Speakerboxxx mientras que el grupo de André 3000 se presenta como The Love Below.
A pesar de que el director trata de evitar una pelea, ambos grupos se enfrentan en medio del auditorio y la mayoría de los estudiantes se unen a la pelea. Durante un breve momento, Big Boi se separa de la pelea y confronta a Caroline. Al final, un hombre afeminado le da una rosa roja a Caroline, quien decide marcharse con él. El video termina con el lector del principio durmiéndose sobre el anuario.

## Listado de canciones
| CD1 (Reino Unido) |                             |          |  |
| N.º               | Título                      | Duración |  |
| 1.                | «Roses» (versión del álbum) | 6:09     |  |
| 2.                | «Church»                    | 3:09     |  |

| CD2 (Reino Unido) |                             |          |  |
| N.º               | Título                      | Duración |  |
| 1.                | «Roses» (versión radial)    | 4:14     |  |
| 2.                | «Roses» (versión del álbum) | 6:09     |  |
| 3.                | «Roses» (instrumental)      | 4:43     |  |
| 4.                | «Roses» (Video)             | 4:14     |  |

| Sencillo de 12 pulgadas (Reino Unido) |                             |          |  |
| N.º                                   | Título                      | Duración |  |
| 1.                                    | «Roses» (versión del álbum) | 6:09     |  |
| 2.                                    | «Church»                    | 3:09     |  |

| Sencillo de 12 pulgadas (Estados Unidos) |                             |          |  |
| N.º                                      | Título                      | Duración |  |
| 1.                                       | «Roses» (versión radial)    | 4:14     |  |
| 2.                                       | «Roses» (versión del álbum) | 6:09     |  |
| 3.                                       | «Roses» (instrumental)      | 4:43     |  |
| 4.                                       | «Roses» (Club Mix)          | 6:14     |  |
| 5.                                       | «Roses» (a capela)          | 5:25     |  |

## Listas de popularidad
| Lista (2004)                      | Posición más alta |
| --------------------------------- | ----------------- |
| Australian Singles Chart          | 2                 |
| Billboard Hot 100                 | 9                 |
| Billboard Hot R&B/Hip-Hop Songs   | 12                |
| Billboard Rap Songs               | 5                 |
| Billboard Rhythmic Airplay Chart  | 7                 |
| Billboard Top 40 Mainstream       | 4                 |
| Billboard Top 40 Tracks           | 7                 |
| Irish Singles Chart               | 6                 |
| Listas musicales de Alemania      | 21                |
| Nederlandse Top 40 (Países Bajos) | 22                |
| New Zealand Singles Chart         | 5                 |
| Swiss Record Charts               | 65                |
| UK Singles Chart                  | 4                 |
| Ultratop 40 (Valonia)             | 47                |
| VG-lista (Noruega)                | 9                 |
| Ö3 Austria Top 40                 | 18                |